# ヴィクトル3世・フォン・ラティボル
ヴィクトル3世・アウグスト・マリア・フォン・ラティボル（Viktor III. August Maria Herzog von Ratibor, Fürst von Corvey, 1879年2月2日 - 1945年11月11日）は、ドイツ・オーストリアの貴族、地主、林業経営主。旧諸侯ホーエンローエ家の一員で、ラティボル公爵家・コルヴァイ侯家の家長。

## 生涯
ラティボル公ヴィクトル2世とその妻の伯爵令嬢マリア・フォン・ブロイナー＝エンケヴォイルトの間の長男として生まれた。母が男子相続人の絶えたブロイナー伯爵家の跡取り娘だったため、父方の膨大な資産に加えて母方からニーダーエスターライヒ州の複数の城や所領をも継承・経営した。プロイセン王家と縁故の深いボルシア・ボン友愛会のメンバーにも名を連ねた。1945年、第二次世界大戦にドイツが敗北して赤軍がポーランドを占領すると、シレジアの広大な所領を失った。
1910年11月10日にミュンヘンにおいて、エッティンゲン＝エッティンゲンおよびエッティンゲン＝シュピールベルク侯フランツ・アルブレヒト（1847年 - 1916年）の娘エリーザベト（1886年 - 1976年）と結婚し、間に6人（2男4女）の子女をもうけた。長男で後継者のヴィクトル（4世）（1916年 - 1939年）は1939年のポーランド侵攻の際に従軍し戦死したため、姻戚のメッテルニヒ侯爵家に養子に出していた次男フランツ・アルブレヒト（1920年 - 2009年）を相続人に指名した。